# Rosetta-Projekt
Das Rosetta-Projekt ist eine internationale Kollektivarbeit von Linguisten und Muttersprachlern verschiedener Sprachen, die daran arbeiten, eine zeitgenössische Version des historischen Steins von Rosetta in Form einer kleinen Metallscheibe zu entwickeln.

## Konzept
Ziel des Projektes ist eine Übersicht und ein dauerhaftes Archiv aller dokumentierten menschlichen Sprachen. Manche dieser Sprachen haben weltweit weniger als 1000 Sprecher, bei anderen besteht die Gefahr, dass sie durch die ständig wachsende Dominanz anderer Sprachen – besonders Englisch und Spanisch – aussterben werden.
Die Absicht ist, eine einzigartige Plattform für Forschung und Bildung im Bereich der historisch-vergleichenden Linguistik zu schaffen sowie ein funktionales Werkzeug, das dazu beitragen kann, in Zukunft verlorene Sprachen wieder zu entdecken und zu beleben.
Das Projekt baut dieses große Archiv dadurch auf, dass freiwillige ehrenamtliche Mitarbeiter Texte beisteuern und Korrektur lesen. Auf die gleiche Art und Weise ist das erste Oxford English Dictionary entstanden. Das fertige Archiv wird auf drei verschiedenen Medien öffentlich zugänglich sein:
- auf kleinen, sehr fein geätzten Scheiben bestehend aus einer Nickellegierung,
- in einem monumentalen Nachschlagewerk in einem Band und
- im ständig wachsenden Onlinearchiv.

Das Rosetta-Projekt wird von der Long Now Foundation geleitet.

## Rosetta Disk
Eine sogenannte Rosetta Disk ist eine Scheibe aus einer Nickellegierung zur Langzeitarchivierung. Die geschriebenen oder gezeichneten Informationen sind als Abbild eingeätzt, also nicht in einem digitalen Format, das in ferner Zukunft womöglich nicht mehr bekannt wäre. Die Scheiben haben einen Durchmesser von 7 cm (2,8 Zoll). Sie sollen auch in 10.000 Jahren noch (ähnlich einem Mikrofilm) mit optischen Hilfsmitteln lesbar sein. Die Vorderseite enthält eine Art Gebrauchsanleitung in den acht verschiedenen weit verbreiteten Sprachen Arabisch, Englisch, Hindi, Indonesisch, Mandarin (Hochchinesisch), Russisch, Spanisch und Swahili. Die acht spiralig angeordneten Inschriften in arabischer (Arabisch), lateinischer (Englisch, Indonesisch, Spanisch und Swahili), Devanagari (Hindi), chinesischer (Mandarin) und kyrillischer (Russisch) Schrift beginnen am Rand in ohne weitere Hilfsmittel lesbaren Schriftzeichen und werden rasch kleiner. Die englische Version lautet: 

“This is an archive of over 1,000 human languages assembled in the year 02002 C.E. Magnify 1,000 times to find over 15,000 pages of language documentation.”

„Dies ist ein Archiv von über 1.000 menschlichen Sprachen, zusammengestellt im Jahre 02002 u. Z. Vergrößere 1.000-fach, um über 15.000 Seiten Sprachdokumentation zu finden.“

Weiter innen befindet sich ein alphabetisch sortiertes Verzeichnis der Sprachen und im Zentrum eine zweidimensionale Projektion der Erdkugel. Auf der Rückseite stehen Informationen zu über 2500 Sprachen – neben einer Swadesh-Liste der wichtigsten Begriffe auch jeweils Angaben zur Aussprache und Satzbildung sowie Texte. Die 15.000 Seiten sind in 100-facher Vergrößerung als solche deutlich erkennbar und in 500-facher Vergrößerung lesbar.
Spender großer Beträge (über 25.000 USD) erhielten ein Exemplar einer limitierten ersten Auflage in einer schützenden Kugel, deren obere Hälfte aus optischem Glas gefertigt ist. Mit dieser Lupe kann die Scheibe mit 6-facher Vergrößerung betrachtet werden. Die untere Hälfte der Kugel besteht aus hochwertigem, rostfreiem Stahl und enthält in einem zylindrischen Hohlraum ein aufgerolltes Stahlband, auf dem sich die jeweiligen Besitzer/Bewahrer eintragen sollen. Ein Ring aus rostfreiem Stahl verbindet beide Hälften.

## Hintergrund
Es ist abzusehen, dass im Laufe des nächsten Jahrhunderts 50–90 % der Sprachen der Welt verschwinden werden, viele davon mit wenig oder gar keiner nennenswerten Dokumentation. Ein großer Teil besonders der Forschung, die über Sprachen mit wenigen Sprechern betrieben wurde, befindet sich verborgen in privaten Forschungssammlungen oder unzureichend konserviert in nur schlecht finanzierten Archiven.
Als Teil der Mühe, dieses Erbe sprachlicher Vielfalt zu sichern, schafft die Long Now Foundation online eine Übersicht und ein dauerhaftes, ohne komplizierte Hilfsmittel zugängliches Archiv von 1000 der schätzungsweise etwa 7000 Sprachen dieser Erde.

## Veröffentlichung
Eine erste Version der Scheibe wurde im Herbst 2002 hergestellt. Eine Massenfertigung ist zwar geplant, aber derzeit noch nicht in Umsetzung. Die Online-Version jedoch wächst stetig. Ferner hat man am 2. März 2004 eine der Scheiben mit dem Start der Kometensonde Rosetta von Kourou (Französisch-Guayana) in den Orbit befördert. Die Raumsonde stürzte am 30. September 2016 planmäßig auf den Kometen 67P/Tschurjumow-Gerassimenko, auf den der Lander „Philae“ bereits am 12. November 2014, von Rosetta startend, aufgesetzt hatte.
Das vermutliche Schicksal einer in der Smithsonian Institution aufbewahrten Kopie nach einem hypothetischen Verschwinden der Menschheit wird in Folge 3 der zweiten Staffel der Dokufiktion-Serie Zukunft ohne Menschen („Die Wiege der Zivilisation“, USA 2010) gezeigt.